# Pietro Vitalini
Pietro Vitalini (* 29. September 1967) ist ein ehemaliger italienischer Skirennläufer.
Er war auf die Disziplinen Abfahrt und Super-G spezialisiert und erreichte in seiner Karriere fünf Mal eine Platzierung auf dem Podest eines Weltcuprennens. Bei den Weltmeisterschaften 1997 in Sestriere wurde er Siebenter in der Abfahrt. In den Jahren 1988 und 1992 wurde er Italienischer Meister in der Abfahrt.
Internationales Aufsehen erregte Vitalini bei den Hahnenkammrennen in Kitzbühel 1995. Er stürzte in der ersten der beiden Abfahrten kurz vor dem Ziel, wurde über den Sicherheitszaun geschleudert und überschlug sich mehrmals außerhalb der Skipiste. Dabei blieb er unverletzt und ging wenige Stunden später auch bei der zweiten Abfahrt an den Start, wo er Fünfter wurde.
Nach der Saison 1998/99 trat Vitalini vom Skirennsport zurück.